# Noord-Atlantisch Verdrag

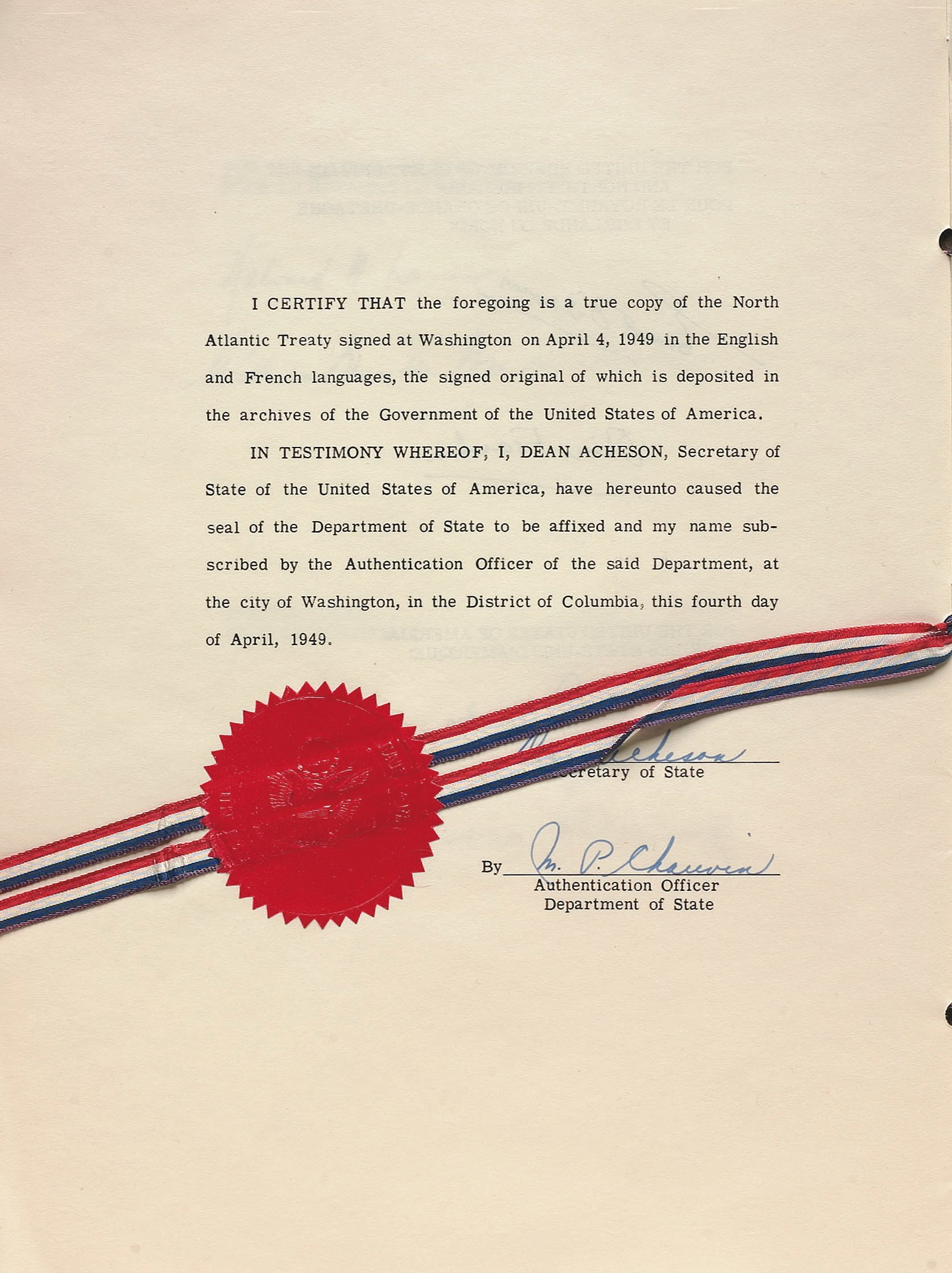
origineel

Het Noord-Atlantisch Verdrag, ook Noord-Atlantisch Handvest of Verdrag van Washington, is een internationaal verdrag dat wederzijdse verdediging en samenwerking van Noord-Amerikaanse en Europese landen regelt, in 1949 gesloten om krachten te bundelen tegen de als dreiging beschouwde krijgsmachten van de Sovjet-Unie, het zogenaamde "Oostblok". Het betekende een omslag in denken en houding tegenover het tijdens de Tweede Wereldoorlog in het bondgenootschap van de geallieerden meevechtende Rusland.

## Geschiedenis
Na de Tweede Wereldoorlog werden in veel landen de krijgsmachten afgebouwd, de strijdende partijen waren economisch uitgeput. Tegelijkertijd bouwde de Sovjet-Unie krijgsmachten op in alle landen die binnen haar invloedsgebied vielen. In 1948 kwamen in veel Centraal en Oost-Europese landen met ondersteuning van de Sovjet-Unie communisten aan de macht die andere politieke groeperingen onderdrukten. Het tussen de geallieerden opgedeelde Duitsland verviel in twee delen, een democratisch deel en een communistisch deel. De befaamde Engelse regeringsleider Winston Churchill sprak over het ontstaan van een IJzeren Gordijn.
In hetzelfde jaar lanceerden de Verenigde Staten een groot financieel ondersteuningsprogramma voor Europa, het Marshallplan. Landen konden deelnemen op voorwaarde dat ze gingen samenwerken op het gebied van de wederopbouw. Op 17 maart 1948 sloten vijf Europese landen het Verdrag van Brussel, waarmee de West-Europese Unie werd opgericht met als doel op het gebied van internationale veiligheid en verdediging samen te werken en op economisch, sociaal en cultureel gebied. Dit waren België, Nederland, Luxemburg, Frankrijk en het Verenigd Koninkrijk.
Het Noord-Atlantisch Verdrag werd op 4 april 1949 in Washington getekend en stond daarom ook wel bekend als het Verdrag van Washington. Het werd ondertekend door de Verenigde Staten, Canada, België, Nederland, Luxemburg, Frankrijk, het Verenigd Koninkrijk, Italië, Denemarken, Noorwegen, IJsland en Portugal. Het verdrag trad in werking op 24 augustus 1949, toen alle 12 ondertekenende landen het hadden geratificeerd.
In het kader van het verdrag kwam de Noord-Atlantische Verdragsorganisatie (NAVO) tot stand. De inhoud van het verdrag is nooit gewijzigd, ondanks veranderde internationale verhoudingen en latere toetreding van andere landen tot de NAVO.
Artikel 5 is het sleutelartikel van het verdrag, waarin elke lidstaat verplicht wordt om een aanval op één lidstaat te beschouwen als een aanval op alle lidstaten.
Het verdrag werd gesloten als tegenwicht tegen de dreiging uit de Sovjet-Unie, maar tijdens de Koude Oorlog werd er nooit een beroep op gedaan. Wel deden de Verenigde Staten er een beroep op na de aanslagen op 11 september 2001.